# Doddaguni, Tumkur
Doddaguni là một làng thuộc tehsil Tumkur, huyện Tumkur, bang Karnataka, Ấn Độ.